# Hafnio
El hafnio es un elemento químico de número atómico 72 que se encuentra en el grupo 4 de la tabla periódica de los elementos y se simboliza como Hf.
Es un metal de transición, brillante, gris-plateado, químicamente muy parecido al circonio, encontrándose en los mismos minerales y compuestos, y siendo difícil separarlos. Se usa en aleaciones con wolframio en filamentos y en electrodos. También se utiliza como material de barras de control de reactores nucleares debido a su capacidad de absorción de neutrones. Recientemente, se ha convertido en el material utilizado para fabricar los transistores de los procesadores de la empresa Intel.

## Propiedades
El hafnio es un metal dúctil, brillante, plateado y resistente a la corrosión; químicamente muy similar al circonio. Estos dos elementos tienen el mismo número de electrones en sus capas exteriores y sus radios iónicos son muy similares debido a la contracción de los lantánidos. Por eso son muy difíciles de separar (los procesos geológicos no los han separado y en la naturaleza se encuentran juntos) y no hay otros elementos químicos que se parezcan más entre sí. Las únicas aplicaciones para las cuales es necesario separarlos es en aquellas en las que se utilizan por sus propiedades de absorción de neutrones, en reactores nucleares.
El carburo de hafnio (HfC) es el compuesto binario más refractario conocido, con un punto de fusión de 3.890 °C, y el nitruro de hafnio (HfN) es el más refractario de todos los nitruros metálicos conocidos, con un punto de fusión de 3310 °C. El carburo mixto de hafnio y tántalo (Ta4HfC5) es el compuesto múltiple con más alto punto de fusión conocido, 4 215 °C. 
El hafnio es resistente a las bases concentradas, pero los halógenos pueden reaccionar con él para formar tetrahaluros de hafnio (HfX4). A temperaturas altas puede reaccionar con oxígeno, nitrógeno, carbono, boro, azufre y silicio.

## Aplicaciones
El hafnio se utiliza para fabricar barras de control empleadas en reactores nucleares, como las que se pueden encontrar en submarinos nucleares, debido a que la sección de captura de neutrones del hafnio es unas 600 veces la del circonio, con lo cual tiene una alta capacidad de absorción de neutrones, y además tiene unas propiedades mecánicas muy buenas, así como una alta resistencia a la corrosión. Otras aplicaciones:
- En lámparas de gas e incandescentes.
- En catalizadores para polimerización metalocénica.
- Para eliminar oxígeno y nitrógeno de tubos de vacío.
- En aleaciones de hierro, titanio, niobio, tántalo y otras aleaciones metálicas.
- En enero de 2007, se anunció como parte fundamental de una nueva tecnología de microprocesadores, desarrollada separadamente por IBM e Intel, en reemplazo del silicio pero únicamente en el dieléctrico de compuerta del transistor, en el resto del dispositivo se sigue utilizando silicio que es el material de base tradicional.
- Uno de sus derivados, en concreto el óxido de hafnio posee un índice de refracción intermedio entre el silicio y el aire. Este compuesto se emplea en la transición entre estos dos interfaces en los dispositivos fotónicos de silicio, reduciendo de esta manera las pérdidas debidas a reflexiones.

## Historia
Su existencia se predijo, usando la teoría de Bohr, que estaría asociado con el circonio, y finalmente se encontró en el circón mediante unos análisis con espectroscopia de rayos X en Noruega.

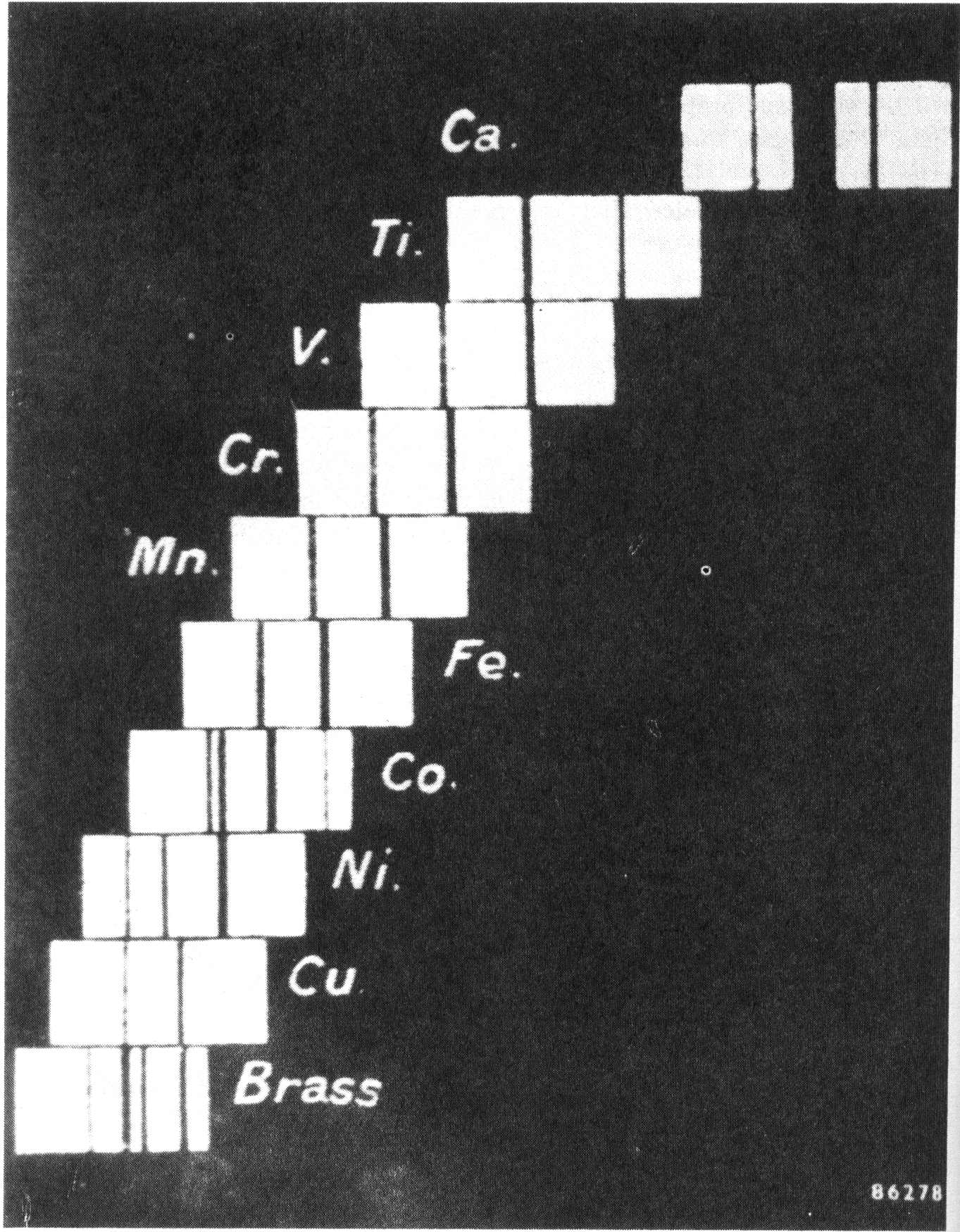
Registro fotográfico de las líneas de emisión de rayos X características de algunos elementos.

En su informe sobre La Ley Periódica de los Elementos Químicos, en 1869, Dmitri Mendeléyev había implícitamente predicho la existencia de un análogo más pesado del titanio y el circonio. En el momento de su formulación, en 1871, Mendeléyev creía que los elementos estaban ordenados por su masa atómica y situaba al lantano (elemento 57) en el lugar que quedaba por debajo del circonio. La colocación exacta de los elementos y la ubicación de los elementos que faltaban se hizo determinando el peso específico de los elementos y comparando las propiedades químicas y físicas.
La espectroscopia de rayos X realizada por Henry Moseley en 1914 mostró una dependencia directa entre la línea espectral y la carga nuclear efectiva. Esto llevó a que la carga nuclear, o número atómico de un elemento, se utilizara para determinar su lugar dentro de la tabla periódica. Con este método, Moseley determinó el número de lantánidos y mostró los huecos en la secuencia del número atómico en los números 43, 61, 72 y 75.
El descubrimiento de las lagunas condujo a una amplia búsqueda de los elementos que faltaban. En 1914, varias personas reivindicaron el descubrimiento después de que Henry Moseley predijera el hueco en la tabla periódica para el entonces desconocido elemento 72. Georges Urbain afirmó haber encontrado el elemento 72 en los elementos de tierras raras en 1907 y publicó sus resultados sobre el celtio en 1911. Ni los espectros ni el comportamiento químico que afirmaba coincidían con el elemento encontrado posteriormente, por lo que su afirmación fue rechazada tras una larga polémica. La controversia se debió, en parte, a que los químicos se inclinaron por las técnicas químicas que condujeron al descubrimiento del celtio, mientras que los físicos se apoyaron en el uso del nuevo método de espectroscopia de rayos X que demostró que las sustancias descubiertas por Urbain no contenían el elemento 72. En 1921, Charles R. Bury sugirió que el elemento 72 debía parecerse al circonio y, por lo tanto, no formaba parte del grupo de elementos de tierras raras. A principios de 1923, Niels Bohr y otros estaban de acuerdo con Bury.  Estas sugerencias se basaban en las teorías del átomo de Bohr, que eran idénticas a las del químico Charles Bury, la espectroscopia de rayos X de Moseley, y los argumentos químicos de Friedrich Paneth.
Animados por estas sugerencias y por la reaparición en 1922 de las afirmaciones de Urbain de que el elemento 72 era un elemento de tierras raras descubierto en 1911, Dirk Coster y Georg von Hevesy se vieron motivados a buscar el nuevo elemento en los minerales de circonio. El hafnio fue descubierto por ambos en 1923 en Copenhague, Dinamarca, validando la predicción original de 1869 de Mendeleev. Finalmente se encontró en el circón de Noruega mediante análisis de espectroscopia de rayos X. El lugar donde se produjo el descubrimiento hizo que el elemento recibiera el nombre latino de "Copenhague", Hafnia, la ciudad natal de Niels Bohr. En la actualidad, la Facultad de Ciencias de la Universidad de Copenhague utiliza en su sello una imagen estilizada del átomo de hafnio.
El hafnio fue separado del circonio mediante la recristalización repetida de los fluoruros dobles de amonio o potasio por Valdemar Thal Jantzen y von Hevesey. Anton Eduard van Arkel y Jan Hendrik de Boer fueron los primeros en preparar hafnio metálico haciendo pasar vapor de tetraioduro de hafnio sobre un filamento de tungsteno calentado en 1924. Este proceso para la purificación diferencial del circonio y el hafnio se sigue utilizando en la actualidad.
En 1923, todavía faltaban seis elementos predichos en la tabla periódica: El 43 (tecnecio), el 61 (prometio), el 85 (astato) y el 87 (francio) son elementos radiactivos y sólo están presentes en cantidades mínimas en el medio ambiente, convirtiendo así a los elementos 75 (renio) y 72 (hafnio) en los dos últimos elementos no radiactivos desconocidos.

## Abundancia y producción

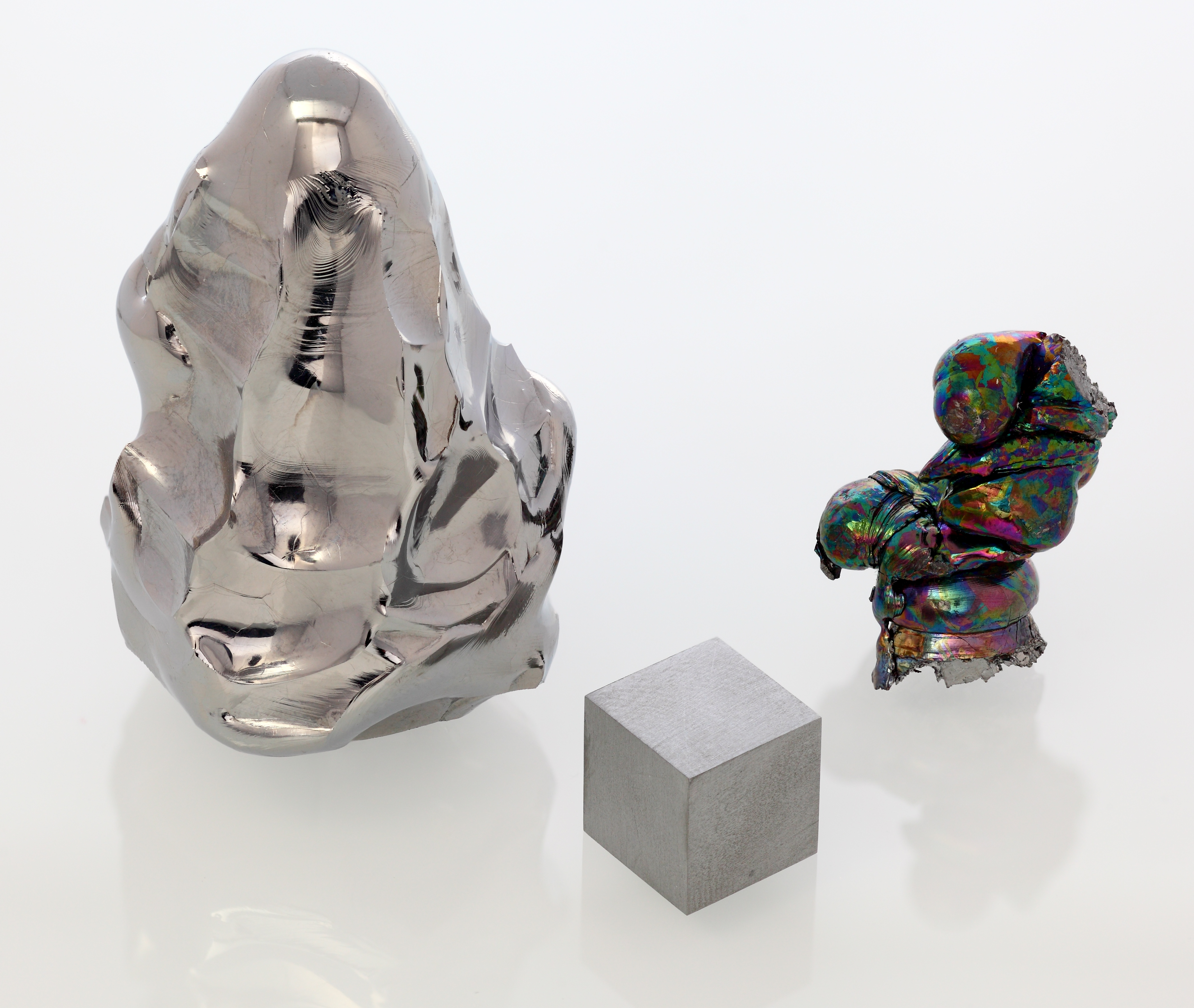
Punta fundida de un electrodo consumible de hafnio utilizado en un haz de electrones de un horno de refundición, un cubo de 1 cm y un lingote oxidado de hafnio refundido por haz de electrones (de izquierda a derecha).

El hafnio no se encuentra como elemento libre en la naturaleza. Se encuentra siempre junto al circonio en sus mismos compuestos. Está presente, como mezclas, en los minerales de circonio, como el circón (ZrSiO4) y otras variedades de este (como la albita), conteniendo entre un 1 y un 5% de hafnio.
Los yacimientos de arenas minerales pesadas de los minerales de titanio ilmenita y rutilo producen la mayor parte del circonio extraído, y por tanto también la mayor parte del hafnio.
El circonio es un buen metal de revestimiento de barras de combustible nuclear, con las propiedades deseables de una sección transversal de captura de neutrones muy baja y una buena estabilidad química a altas temperaturas. Sin embargo, debido a las propiedades de absorción de neutrones del hafnio, las impurezas de hafnio en el circonio harían que fuera mucho menos útil para las aplicaciones de los reactores nucleares. Por ello, es necesaria una separación casi completa del circonio y el hafnio para su uso en la energía nuclear. La producción de circonio sin hafnio es la principal fuente de hafnio.

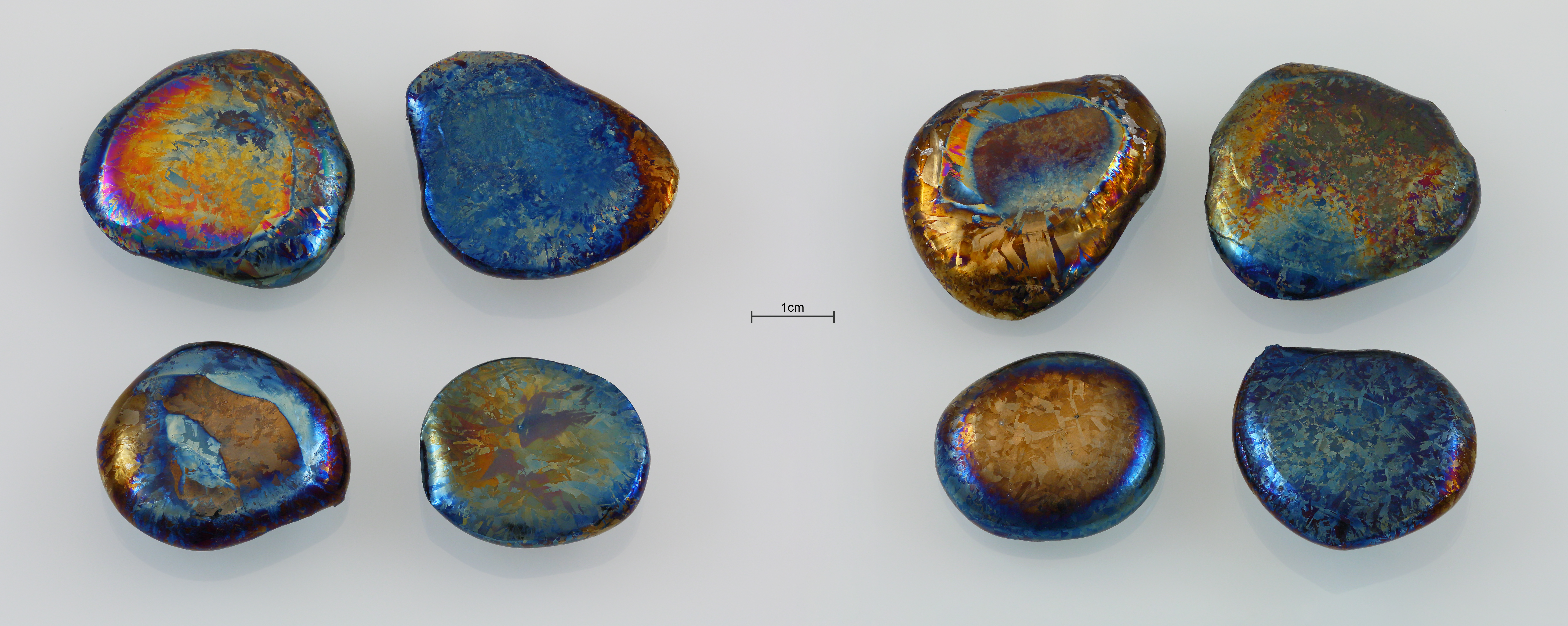
Lingotes oxidados de hafnio que presentan efectos de una delgada película óptica.

Las propiedades químicas del hafnio y del circonio son casi idénticas, lo que hace que ambos sean difíciles de separar. Aproximadamente la mitad de todo el hafnio metálico producido se obtiene como subproducto de la purificación del circonio. Esto se hace reduciendo el tetracloruro de hafnio (HfCl4) con magnesio o sodio en el proceso de Kroll.
Los métodos utilizados por primera vez - Cristalización fraccionada de sales de Fluoruro de amonio o la destilación fraccionada del cloruro - no han resultado adecuados para una producción a escala industrial. Tras la elección del circonio como material para los programas de reactores nucleares en la década de 1940, fue necesario desarrollar un método de separación. Se desarrollaron procesos de extracción líquido-líquido con una amplia variedad de disolventes y todavía se utilizan para la producción de hafnio. Aproximadamente la mitad de todo el hafnio metálico fabricado se produce como subproducto del refinamiento del circonio. El producto final de la separación es el cloruro de hafnio(IV). El cloruro de hafnio(IV) purificado se convierte en el metal por reducción con magnesio o sodio, como en el proceso Kroll.
{\displaystyle {\ce {HfCl4 + 2Mg ->[1100^oC] Hf + 2MgCl2}}}
La purificación posterior se realiza mediante una reacción de transporte químico desarrollada por el Arkel y de Boer: En un recipiente cerrado, el hafnio reacciona con el yodo a temperaturas de 500 grados Celsius (932 °F), formando yoduro de hafnio(IV); a un filamento de tungsteno de 1700 grados Celsius (3092,0 °F) se produce preferentemente la reacción inversa, y el yodo y el hafnio unidos químicamente se disocian en los elementos nativos. El hafnio forma un revestimiento sólido en el filamento de tungsteno, y el yodo puede reaccionar con el hafnio adicional, lo que da lugar a un recambio constante de yodo y asegura que el equilibrio químico se mantenga a favor de la producción de hafnio.
{\displaystyle {\ce {Hf + 2I2 ->[500^oC] HfI4}}}
{\displaystyle {\ce {HfI4 ->[1700^oC] Hf + 2I2}}}

## Precauciones
Es necesario tener cuidado al trabajar el hafnio pues cuando se divide en partículas pequeñas es pirofórico, esto es, puede arder espontáneamente en contacto con el aire. Los compuestos que contienen este metal raramente están en contacto con la mayor parte de las personas y el metal puro no es especialmente tóxico, pero todos sus compuestos deberían manejarse como si fueran tóxicos (aunque las primeras evidencias no parecen indicar un riesgo muy alto).